# Nowomodna
Nowomodna [pronunciación en polaco: /nɔvɔˈmɔdna/] Es un pueblo en el distrito administrativo de Gmina Pinchazołonna Lacka, dentro del Distrito de Sokołów, Voivodato de Mazovia, en el centro-este de Polonia. Se encuentra aproximadamente 6 kilómetros al sureste de Pinchazołonna Lacka, 17 kilómetros al este de Sokołów Podlaski, y 104 kilómetros al este de Varsovia.